# Прудников, Алексей Павлович
Алексе́й Па́влович Пру́дников (род. 20 марта 1960, Москва) — советский футболист, вратарь. Олимпийский чемпион 1988 года. Заслуженный мастер спорта СССР (29.03.1989).

## Карьера игрока
Начинал занятия спортом в лыжной секции, выступал на первенство Куйбышевского района столицы. Тем не менее стремился стать футболистом. С помощью друзей был принят в школу «Красный богатырь», где с первых игр был поставлен на ворота. Через год перешёл в спартаковскую школу к Михаилу Огонькову. В «Спартаке» на тот момент не было вратаря, а у Прудникова были хорошие рекомендации. К тому времени ему было уже 15 лет.
Через два года в 1978 году был принят в дубль московского «Спартака». В 1979—1982 годах сыграл только 17 матчей, был дублёром Дасаева. Из команды не уходил, поскольку видел, что нужен команде и тренеру Бескову.
В конце 1982 перешёл в «Динамо» Москва, желая получить больше игрового времени. В 1983—1985 годах был основным голкипером при тренерах Вячеславе Соловьёве и Александре Севидове. С середины 1985, при Эдуарде Малофееве, основного вратаря не было — Прудников и его дублёр Уваров стояли по очереди, до пропущенного мяча. Только в конце сезона тренер отдал Прудникову полное предпочтение, признав, что тот действительно капитан команды. Был бессменным капитаном команды на протяжении 3-х лет, выводил с капитанской повязкой «Динамо» в Кубке УЕФА против «Барселоны». В сезонах 1986—1987 также был основным голкипером «Динамо». Серебряный призёр в 1986 году. В середине 1987, узнав, что новый главный тренер Анатолий Бышовец пригласил в клуб Дмитрия Харина, попросил отпустить его из команды. После этого 4 месяца был без команды, поскольку постоянно был на выездах вместе с олимпийской сборной.
В начале 1988 года согласился на предложение «Торпедо». Тем не менее по сути не играл — поскольку также чаще всего был на сборах с олимпийской командой. Между сборами провёл 5 матчей за торпедовцев.
На самой Олимпиаде в Сеуле Прудников не имел практически шансов выйти на поле, поскольку 1-м номером был Дмитрий Харин. Более того, Бышовец больше рассматривал его как помощника. Были две возможности появиться в играх Олимпиады. Однако в матче с американцами получили желтые карточки Добровольский и Михайличенко, и тренеры заменили их, а в финале он должен был выйти на серию одиннадцатиметровых, но сборная в итоге справилась с бразильцами в дополнительное время.
После победной Олимпиады Бесков позвал Прудникова обратно в «Спартак». После некоторых сомнений Валентин Иванов отпустил его в родную команду. Однако к этому времени Бескова в «Спартаке» сменил Олег Романцев. Основным вратарём стал Черчесов, а Прудников за полтора года сыграл только два матча.
В середине 1990 года уехал в Югославию, где планировал выступать за мостарский «Вележ». В команду его пригласил один из руководителей команды, когда увидел в игре за команду спартаковских болельщиков в Мостаре. После одного контрольного матча с Прудниковым был заключён контракт. Однако за клуб он практически не играл, так как Федерация футбола СССР забыла выслать вовремя трансферный сертификат. К концу года ситуация усугубилась ещё и финансовыми проблемами клуба. Прудникову предложили перейти в «Сараево», перед которым стояла задача остаться в высшей лиге.
В 1991 вернулся в Россию из-за начавшейся войны в Югославии. В середине 1992 по приглашению Александра Бокия стал играющим тренером словацкого клуба 3-й лиги «Топольчаны». Однако в команде пробыл только полгода, поскольку в клубе начались финансовые проблемы. Всю первую половину 1993 года не играл, так как словаки не высылали трансферный сертификат. Всё это время работал тренером вратарей «Спартака» по приглашению Романцева. Одновременно занимался агентской деятельностью, помогал спартаковским футболистам уезжать в заграничные клубы.
На вторую половину 1993 уехал играть в финский «Яро». Партнёрами в команде были легионеры из СССР — Александр Воробьёв и Алексей Ерёменко. По окончании сезона был предложен контракт на новый сезон. Однако из-за долгого перерыва между сезонами (6 месяцев) и невозможности всё это время видеться с семьей Прудников ответил отказом и вернулся в Россию.
В начале 1994 был на предсезонных сборах в «Локомотиве» (Москва), однако подписал контракт с калининградской «Балтикой». В «Балтике» Прудников оказался благодаря околофутбольным проблемам. В начале 90-х он, вместе с футбольной командой эстрадных артистов «Старко», выступил учредителем фирмы «АлСтар» (название — производное от имен соорганизаторов). Фирма занималась производством профессиональных футбольных вратарских перчаток. Под открытие бизнеса был взят кредит в банке, и к 1994 необходимо было его погашать. «Балтика» бралась решить эту проблему Прудникова, что и было прописано отдельным пунктом в контракте. Однако ни одно другое обязательство по контракту не было исполнено, что побудило Алексея расстаться с командой.
В середине сезона перешёл в краснодарский «Колос».
Игровую карьеру закончил в южнокорейском клубе «Чонбук Хёндэ Дайнос», выступая в роли играющего тренера.

### Игровая манера
Прудников сравнивал свой игровой стиль с Дасаевым:
Ринат более лёгкий, худощавый, прыгучий. Он мог эффектно сыграть «на публику», взять мёртвый мяч. И смелее всех играл на выходах — пусть и не всегда удачно, зато без тени сомнений. А мне Бесков позволял играть несколько иначе. Я мог выбежать и подстраховать защитников. Это помогало мне почувствовать себя хозяином в штрафной. А вот при ударах я не могу играть на публику. Главное — поймать, а как — вопрос второй.
В нескольких матчах пробивал пенальти.

## Карьера тренера
- Тренер вратарей ФК «Спартак» (Москва): 1991/1992
- Играющий тренер «Тополчани» (Тополчани, Словакия): 1992/93
- Играющий тренер «Яро» (Пиэтарсари, Финляндия): 1993
- Тренер по работе с вратарями в клубе «Самсунг Блю Уингз»: 2000

В 2001 году был главным тренером футбольного клуба звезд эстрады «Старко». С этого же года работал, с перерывами, тренером вратарей в московском «Спартаке». В 2006 году был спортивным директором вильнюсского клуба «Ветра».
Тренер вратарей ФК «Крылья Советов» (Самара) (с января 2010 по 2012). В июле 2010 года лишён лицензии футбольного агента за нарушение регламента РФС (совмещение тренерской и агентской деятельности).
- Директор СК «СиМ» (выступает в первенстве Москвы среди ЛФК)
- Директор ФК «Авента 2000» (Выступает в первенстве Москвы среди ЛФК)
- Тренер вратарей в московском «Спартаке» 2001/2002 — 2002/2003
- Тренер юношеской и Олимпийской сборной России 2005 вместе с Равилем Сабитовым
- Тренер юношеской сборной России вместе с Дмитрием Аленичевым и Дмитрием Ананко

## Достижения
- чемпион СССР (2): 1979, 1989
- Обладатель Кубка СССР: 1984
- Победитель молодёжного чемпионата Европы: 1980
- Олимпийский чемпион: 1988

## Семья
Старший сын — Алан — футбольный вратарь, скаут, агент. Младший сын — Сергей.